# NGC 2546
NGC 2546 je otvoreni skup u zviježđu Krmi.

## Vanjske poveznice
- SEDS: NGC 2546